# Bydgoski Klub Sportowy Visła Bydgoszcz 2019-2020
Questa voce raccoglie le informazioni riguardanti il Bydgoski Klub Sportowy Visła Bydgoszcz nelle competizioni ufficiali della stagione 2019-2020.

## Organigramma societario
Area direttiva
- Presidente: Wojciech Jurkiewicz

Area tecnica
- Allenatore: Przemysław Michalczyk (fino al 28 febbraio 2020), Marcin Ogonowski (dal 28 febbraio 2020)
- Allenatore in seconda: Marcin Ogonowski (fino al 28 febbraio 2020)

## Rosa
| N° | Nome               | Ruolo | Data di nascita  | Nazionalità sportiva |
| -- | ------------------ | ----- | ---------------- | -------------------- |
| 1  | Janusz Gałązka     | C     | 26 aprile 1987   | Polonia              |
| 2  | Dawid Woch         | C     | 16 maggio 1997   | Polonia              |
| 4  | Tonček Štern       | O     | 14 novembre 1995 | Slovenia             |
| 5  | Piotr Lipiński     | P     | 4 gennaio 1979   | Polonia              |
| 7  | Paweł Gryc         | S/O   | 9 gennaio 1996   | Polonia              |
| 8  | Tomasz Kalembka    | C     | 30 giugno 1991   | Polonia              |
| 9  | Gonzalo Quiroga    | S     | 25 febbraio 1993 | Argentina            |
| 10 | Radosław Gil       | P     | 25 gennaio 1997  | Polonia              |
| 11 | Jakub Urbanowicz   | S     | 14 agosto 1993   | Polonia              |
| 13 | Dawid Siwczyk      | C     | 13 giugno 1993   | Polonia              |
| 14 | Jakub Peszko       | S     | 1º aprile 1992   | Polonia              |
| 18 | Tomasz Bonisławski | L     | 22 gennaio 1991  | Polonia              |
| 19 | Paweł Cieślik      | O     | 18 marzo 2000    | Polonia              |
| 20 | Kamil Szymura      | L     | 29 gennaio 1999  | Polonia              |
| 77 | Michal Masný       | P     | 14 agosto 1979   | Slovacchia           |
| 94 | Michał Filip       | O     | 31 agosto 1994   | Polonia              |